# 2. HMNL 2024./25.
Druga hrvatska malonogometna liga za sezonu 2024./25., liga trećeg stupnja hrvatskog malonogometnog (futsal) prvenstva. 
 
Sastojala se od četiri skupine – Centar, Istok, Jug i Zapad, u kojima je ukupno nastupilo 33 momčadi (klubova). 

## Centar
| mj. | klub                     | ut | pob | ner | por | gol+ | gol- | bod     |
| --- | ------------------------ | -- | --- | --- | --- | ---- | ---- | ------- |
| 1.  | Lika Šport Lički Osik    | 18 | 15  | 0   | 3   | 118  | 75   | 45      |
| 2.  | Petrinjčica (Petrinja)   | 18 | 10  | 5   | 3   | 95   | 67   | 35      |
| 3.  | Fotex Nedeljanec         | 18 | 11  | 4   | 3   | 87   | 64   | 34 (-3) |
| 4.  | Futsal škola Zagi Zagreb | 18 | 7   | 1   | 10  | 93   | 108  | 22      |
| 5.  | Futsal Dinamo II Zagreb  | 18 | 4   | 5   | 9   | 83   | 87   | 17      |
| 6.  | Otočac                   | 18 | 4   | 2   | 12  | 81   | 117  | 14      |
| 7.  | Zagreb 92                | 18 | 3   | 1   | 14  | 55   | 94   | 7 (-3)  |

 Izvori: 

 semafor.hns.family 

 semafor.hns.family, detaljno 

 semafor.hns.family, detaljno, wayback 

 crofutsal.com 

## Istok
| mj. | klub                        | ut | pob | ner | por | gol+ | gol- | bod     |
| --- | --------------------------- | -- | --- | --- | --- | ---- | ---- | ------- |
| 1.  | Mala Mljekara Valpovo       | 15 | 15  | 0   | 0   | 91   | 25   | 45      |
| 2.  | Slatina                     | 15 | 9   | 1   | 5   | 83   | 53   | 28      |
| 3.  | Futsal Sveti Patrik Županja | 15 | 8   | 1   | 6   | 67   | 54   | 25      |
| 4.  | Vinkovci                    | 15 | 4   | 1   | 10  | 59   | 71   | 13      |
| 5.  | Autodijelovi Barišić Požega | 15 | 5   | 0   | 10  | 39   | 76   | 12 (-3) |
| 6.  | Osijek II                   | 15 | 2   | 1   | 12  | 48   | 108  | 7       |

 Izvori: 

 semafor.hns.family 

 semafor.hns.family, detaljno 

 semafor.hns.family, detaljno, wayback 

 crofutsal.com 

## Jug
| mj.                                                   | klub                           | ut | pob | ner | por | gol+ | gol- | bod     |
| ----------------------------------------------------- | ------------------------------ | -- | --- | --- | --- | ---- | ---- | ------- |
| 1.                                                    | Podstrana                      | 20 | 18  | 1   | 1   | 132  | 56   | 55      |
| 2.                                                    | Kijevo Knin                    | 20 | 14  | 1   | 5   | 119  | 61   | 43      |
| 3.                                                    | Bačvice Split                  | 20 | 13  | 2   | 5   | 108  | 81   | 41      |
| 4.                                                    | Murter                         | 20 | 10  | 0   | 10  | 99   | 86   | 30      |
| 5.                                                    | Solin 1980                     | 20 | 10  | 0   | 10  | 76   | 64   | 30      |
| 6.                                                    | Dalmacija Split                | 20 | 10  | 0   | 10  | 63   | 91   | 30      |
| 7.                                                    | Heroji 2007 Vodice             | 20 | 8   | 1   | 11  | 76   | 91   | 25      |
| 8.                                                    | Hrvatski Dragovoljac Dugopolje | 20 | 6   | 3   | 11  | 56   | 100  | 21      |
| 9.                                                    | Mejaši Split                   | 20 | 6   | 1   | 13  | 68   | 101  | 19      |
| 10.                                                   | Gauni Biograd na Moru          | 20 | 6   | 1   | 13  | 85   | 110  | 16 (-3) |
| 11.                                                   | Porto Tolero Ploče             | 20 | 4   | 0   | 16  | 56   | 97   | 12      |
|                                                       | Kaštela (Kaštel Stari)         | 0  | 0   | 0   | 0   | 0    | 0    | -3 (-3) |
|                                                       |                                |    |     |     |     |      |      |         |
| "Kaštela" – odustali od natjecanja, rezultati brisani |                                |    |     |     |     |      |      |         |

 Izvori: 

 semafor.hns.family 

 semafor.hns.family, detaljno 

 semafor.hns.family, detaljno, wayback 

 crofutsal.com 

 sofascore 

## Zapad
| mj. | klub                 | ut | pob | ner | por | gol+ | gol- | bod |             |
| --- | -------------------- | -- | --- | --- | --- | ---- | ---- | --- | ----------- |
| 1.  | Rijeka II            | 14 | 10  | 1   | 3   | 74   | 58   | 31  | Doigravanje |
| 2.  | Dynamic Kastav       | 14 | 10  | 0   | 4   | 106  | 96   | 30  | Doigravanje |
| 3.  | Žuti mravi Mladenići | 14 | 8   | 0   | 6   | 72   | 68   | 24  | Doigravanje |
| 4.  | Kvarner Matulji      | 14 | 7   | 2   | 5   | 73   | 48   | 23  | Doigravanje |
| 5.  | Lošinj (Mali Lošinj) | 14 | 7   | 0   | 7   | 94   | 93   | 21  | Doigravanje |
| 6.  | Am Futsal Rijeka     | 14 | 5   | 2   | 7   | 62   | 59   | 17  | Doigravanje |
| 7.  | Recreativo Rijeka    | 14 | 5   | 1   | 8   | 66   | 73   | 16  |             |
| 8.  | Malinska-Dubašnica   | 14 | 0   | 2   | 12  | 38   | 90   | 2   |             |

| datum            | par                                         | rezultat        | napomene                                                         | izvori          |
| četvrtzavršnica  | četvrtzavršnica                             | četvrtzavršnica | četvrtzavršnica                                                  | četvrtzavršnica |
| ---------------- | ------------------------------------------- | --------------- | ---------------------------------------------------------------- | --------------- |
| 4. ožujka 2025.  | Žuti mravi Mladenići - Am Futsal Rijeka     | 3:3 (4:1 pen)   | Žuti mravi prošli boljim izvođenjem šesteraca igrano u Matuljima | [ 14 ]          |
| 7. ožujka 2025.  | Kvarner Matulji - Lošinj (Mali Lošinj)      | 4:12            | igrano u Matuljima                                               | [ 15 ]          |
|                  |                                             |                 |                                                                  |                 |
| poluzavršnica    |                                             |                 |                                                                  |                 |
| 11. ožujka 2025. | Dynamic Kastav - Žuti mravi Mladenići       | 2:4             |                                                                  | [ 16 ]          |
| 11. ožujka 2025. | Rijeka II - Lošinj (Mali Lošinj)            | 3:9             | igrano u Matuljima                                               | [ 16 ]          |
|                  |                                             |                 |                                                                  |                 |
| završnica        |                                             |                 |                                                                  |                 |
| 25. ožujka 2025. | Žuti mravi Mladenići - Lošinj (Mali Lošinj) | 3:8             | Lošinj prvak 2. HMNL - Zapad igrano u Matuljima                  | [ 17 ]          |

 Izvori: 

 semafor.hns.family 

 semafor.hns.family, detaljno 

 semafor.hns.family, detaljno, wayback 

 crofutsal.com, 14. kolo 

 crofutsal.com, 14. kolo, wayback 

## Liga za popunu Prve HMNL
| mj. | klub                      | ut | pob | ner | por | gol+ | gol- | bod    |                   |
| --- | ------------------------- | -- | --- | --- | --- | ---- | ---- | ------ | ----------------- |
| 1.  | Podstrana                 | 5  | 4   | 1   | 0   | 36   | 13   | 13     | 1. HMNL 2025./26. |
| 2.  | Mala Mljekara Valpovo     | 5  | 3   | 0   | 2   | 24   | 17   | 9      | 1. HMNL 2025./26. |
| 3.  | Brod 035 (Slavonski Brod) | 3  | 1   | 1   | 1   | 12   | 11   | 1 (-3) | odustali          |
| 4.  | Lika Šport Lički Osik     | 5  | 0   | 0   | 5   | 11   | 42   | 0      |                   |

 Izvori: 

 semafor.hns.family 

 semafor.hns.family, detaljno 

 crofutsal.com, 5. kolo 

 crofutsal.com, 5. kolo 

 crofutsal.com, odustajanje Broda

## Vanjske poveznice
- hns-cff.hr, Hrvatski nogometni savez
- crofutsal.com
- crofutsal.com, 2. HMNL
- (engl.) sofascore.com, Futsal / Croatia